# Pelecopsis
Pelecopsis este un gen de păianjeni din familia Linyphiidae.

## Specii[1]
- Pelecopsis agaetensis
- Pelecopsis albifrons
- Pelecopsis alpica
- Pelecopsis alticola
- Pelecopsis amabilis
- Pelecopsis aureipes
- Pelecopsis baicalensis
- Pelecopsis biceps
- Pelecopsis bicornuta
- Pelecopsis bishopi
- Pelecopsis bucephala
- Pelecopsis capitata
- Pelecopsis cedricola
- Pelecopsis coccinea
- Pelecopsis crassipes
- Pelecopsis denisi
- Pelecopsis digitulus
- Pelecopsis dorniana
- Pelecopsis elongata
- Pelecopsis eminula
- Pelecopsis flava
- Pelecopsis fornicata
- Pelecopsis fulva
- Pelecopsis hamata
- Pelecopsis hipporegia
- Pelecopsis humiliceps
- Pelecopsis inedita
- Pelecopsis infusca
- Pelecopsis intricata
- Pelecopsis janus
- Pelecopsis kabyliana
- Pelecopsis kalaensis
- Pelecopsis krausi
- Pelecopsis laptevi
- Pelecopsis leonina
- Pelecopsis litoralis
- Pelecopsis loksai
- Pelecopsis lunaris
- Pelecopsis major
- Pelecopsis malawiensis
- Pelecopsis margaretae
- Pelecopsis medusoides
- Pelecopsis mengei
- Pelecopsis minor
- Pelecopsis modica
- Pelecopsis moesta
- Pelecopsis moschensis
- Pelecopsis mutica
- Pelecopsis nigriceps
- Pelecopsis nigroloba
- Pelecopsis odontophora
- Pelecopsis oranensis
- Pelecopsis oujda
- Pelecopsis palmgreni
- Pelecopsis papillii
- Pelecopsis parallela
- Pelecopsis paralleloides
- Pelecopsis partita
- Pelecopsis parvicollis
- Pelecopsis parvioculis
- Pelecopsis pasteuri
- Pelecopsis pavida
- Pelecopsis physeter
- Pelecopsis pooti
- Pelecopsis proclinata
- Pelecopsis punctilineata
- Pelecopsis punctiseriata
- Pelecopsis radicicola
- Pelecopsis reclinata
- Pelecopsis riffensis
- Pelecopsis robusta
- Pelecopsis ruwenzoriensis
- Pelecopsis sanje
- Pelecopsis sculpta
- Pelecopsis senecicola
- Pelecopsis subflava
- Pelecopsis suilla
- Pelecopsis susannae
- Pelecopsis tenuipalpis
- Pelecopsis tybaertielloides
- Pelecopsis unimaculata
- Pelecopsis varians